# 이충 (낭야왕)
낭야왕 이충(琅邪王 李沖, ? ~ 688년 9월 22일)은 당나라 전기의 황족이다. 668년, 그는 당시의 황후이자 섭정이었던 측천무후가 당나라의 황실인 농서 이씨 가문을 몰살시킬 것을 두려워하여 그의 아버지 이정과 함께 측천무후에 맞서 반란을 일으켰다. 그러나 이정·이충 두 부자 모두 곧 패망하였고, 이충은 전투에서 죽임을 당했다. 사후 측천무후 연간에는 훼충(虺沖)이라는 이름으로 알려져 있었다.

## 생애

### 배경
이충이 언제 태어났는지는 알려져 있지 않다. 그는 당 태종의 8남인 월왕 이정의 장남이었다. 그가 언제 낭야왕에 책봉되었는지는 알 수 없지만, 밀주(密州, 대략 지금의 산동성 유방시 일대에 해당한다)·제주(濟州, 지금의 산동성 요성시 치평구 서남쪽)·박주(博州, 역시 지금의 산동성 요성시에 있었다) 같은 각 주의 자사를 잇달아 역임하였는데, 모든 임지에서마다 유능하기로 유명했다. 또한 그는 문학을 좋아하였으며, 기마술에도 뛰어났고 활쏘기도 잘하였다고 한다.

### 황태후무조에 맞서반란을 일으키다
이충의 숙부인 당 고종은 683년에 사망하고 그의 아들 이철이 당 중종으로 즉위하여 제위를 계승하였지만, 실권은 막강한 권력을 휘두르고 있던 고종의 아내인 황후 무조(훗날의 측천무후로 알려져 있다)의 손에 넘어가 있었고, 무조는 태후로서 권력을 장악하고 섭정을 하였다. 684년 봄, 중종이 독립의 기미를 보이자, 그녀는 그를 폐위시키고 그를 동복아우인 예왕 이단으로 교체하였으나, 이후 권력은 더욱 공고하게 유지해 나갔다. 또, 그녀는 자신뿐만 아니라 예전에 이미 죽고 없었거나  이 시점에서 생존해 있던 무씨 가문 사람들의 지위를 점차 높여 나갔다. 이로 인해 당나라의 황실인 농서 이씨 가문의 구성원들은 그녀가 당나라를 타도하고 자신의 왕조로 대체할 계획을 세우고 있으며, 그녀가 자신들을 몰살시킬 계획을 갖고 있다고 의심하기 시작하였다.
황태후 무조가 자신들을 몰살시킬 것을 계획하고 있다고 의심하고 있었던 농서 이씨 가문의 구성원들은 박주자사 낭야왕 이충과 그의 아버지인 예주자사 월왕 이정, 그의 종조부(당나라를 창건한 황제 당 고조 이연의 아들들)들인 강주자사 한왕 이원가(李元嘉), 청주자사 곽왕 이원궤(李元軌), 형주자사 노왕 이령기(李靈夔), 이원가의 아들인 통주(通州, 지금의 사천성 달주시)자사 황국공 이선(李譔), 이원궤의 아들인 금주자사 강도왕 이서(李緖), 이령기의 아들인 범양왕 이애(李藹), 그리고 이정의 또다른 사촌형제인 신주자사 동관공 이무융(李茂融)이었다. 이들은 당시의 당나라 황족들 중에서도 가장 뛰어난 재능과 훌륭한 인품과 덕행으로 정평이 나 있던 인물들이었다. 비밀리에 제위에 오를 준비를 하면서 당나라 황족들을 점차 배제시켜 나가고 있었던 무조는 이들을 더욱더 꺼려하기 시작하였다. 이에 내심 불안해진 그들은 서로 비밀리에 편지을 주고받으면서 무조를 제거하기 위한 하나의 공통된 계획을 모색하기에 이르렀다. 마침, 무조가 동도(東都) 낙양에 명당(明堂)이라는 규모가 웅장한 전당을 준공한 후, 그 기념으로 황족들을 낙양으로 불러들여 낙양 근처에 있는 강인 낙수의 신을 모시는 의식을 준비하라는 명령을 내리자, 그들은 크게 놀랐다. 그리하여 그들은 서로 다음과 같이 말하였다.
| “ | 신황(神皇, 황태후 무조. 즉, 측천무후)께서 조상들을 한 곳에 모아 지내는 제례를 거행할 즈음에 사람들을 시켜 밀고하게 하고 모든 황족들을 불러모아 한 사람도 남김 없이 베어 죽이려고 하고 있다. | ” |

제후왕들은 거사를 준비하기 시작하였고, 그 준비 작업의 일환으로, 황국공 이선은 당 예종의 명의로 다음과 같은 내용의 칙서를 위조하여 이충에게 보냈다.
| “ | 짐은 감금되어 있다. 그러니 여러 제후왕들은 각자 군사들을 일으켜 짐을 구원하러 와야 할 것이다. | ” |

그러자 이충도 예종의 명의로 다음과 같은 내용의 칙서를 위조하여 보냈다.
| “ | 신황께서 이씨의 사직을 무씨에게 이양하려고 하고 있다. | ” |

한편, 범양왕 이애는 이정과 이충 부자에게 사자(使者)를 보내어 그들에게 다음과 같이 전하였다.
| “ | 만일 각지에서 여러 왕들이 동시에 군사를 일으킨다면, 성공하지 못할 일은 없을 것입니다. | ” |

그리하여 여러 왕들은 서로 소식과 정보를 교류하면서 조정안을 마련하고자 하였다. 그러나 그 전에, 수공 4년 8월 17일(688년 9월 16일), 이충이 자사로 있던 박주에서 반란을 일으켰다. 그는 장사 소덕종(蕭德琮) 등을 소집하여 사병들을 모집하게 하였다. 이어 그는 이원가, 이원궤, 이령기, 아버지 이정, 그리고 자신의 숙부이자 이정의 동생인 패주자사 기왕 이신(李愼)에게 이 사실을 알리며 그들도 각자 군사를 일으켜 다같이 신도(神都) 낙양으로 진격할 것을 요청하였다. 그러나 다른 왕들은 준비가 덜 된 상태에서 오직 이정만이 이에 낭패하여 군사를 일으켰다. 나머지 다른 왕들은 모두 감히 군사를 일으킬 엄두를 내지 못하였다. 이것은 이정과 이충 부자의 반란이 실패하는 결정적인 원인으로 작용하였다.
그로부터 수일이 지난 그 해 8월 21일(688년 9월 20일), 이충이 반란을 일으켰다는 내용의 보고서가 무조가 있는 장안에 도착하였다. 보고를 전해들은 무조는 좌금오위(左金吾衛) 장군 구신적(丘神勣)을 청평도(淸平道, 지금의 산동성 요성시의 현급시 임청시 일대) 행군대총관으로 삼아 이충을 공격하게 하였다. 한편, 모병을 통해 5,000여명의 병력을 확보한 이충은 황하를 건너 제주를 공격할 준비를 하고 있었다. 이를 준비하면서, 그는 먼저 박주 관하의 현 가운데 하나인 무수(武水, 지금의 산동성 요성시 동창부구 서남)를 공격하였다. 무수령 곽무제(郭務悌)는 위주로 가서 구원을 요청하였고, 위주 관하의 현령 가운데 한 사람인 신현(莘縣, 지금의 산동성 요성시 신현)령 마현소(馬玄素)는 1,700명의 병력을 거느리고 중도에서 이충을 요격하고자 하였으나, 이충과 대적하기에는 병력이 부족하다고 판단하고, 먼저 무수성으로 들어가서 성문을 걸어 잠그고 방어 태세에 들어갔다. 이충은 무수성 남쪽에 자리를 잡고 풀섶을 가득 실은 수레들을 남쪽 성문 근처에 세워놓았다. 그리고 바람 부는 방향을 따라 남쪽 성문에 불을 질러 성문을 불태워 버리고, 그 불길을 틈타 성문 안으로 돌입하려고 하였다. 그러나 불을 지르자마자, 방화 전에는 남쪽 방향으로 매우 급격하게 불어오던 바람이 방화 후 불길이 타올랐을 무렵, 갑자기 북쪽으로 방향을 틀어 버렸다. 결국 불길은 성문에 이르지 못했고, 수레에 실린 풀섶들은 전부 불에 타 버렸다. 이충의 군세는 더 이상 전진하지 못했고, 이로 인해 군의 사기가 저하되고 말았다. 한편, 이충의 부장들 중의 한 사람인 박주 당읍(堂邑, 지금의 산동성 요성시 동창부구 서북)승 동현적(董玄寂)은 그의 동료들에게 다음과 같이 말하기 시작하였다.
| “ | 낭야왕은 국가와 교전을 벌이고 있다. 이것은 곧 반역이다! | ” |

이충은 동현적의 목을 베어 군중에 조리돌렸으나, 이를 더욱 두려워한 병사들은 각자 민간으로 뿔뿔이 흩어져 달아나기 시작했다. 그는 이들이 달아나는 것을 막을 수 없었다. 그의 주위에는 수십 명의 시종들과 하인들만이 남아 있었다. 그러자, 그는 하는 수 없이 도로 자신의 본부가 있던 박주성으로 도망쳤다. 하지만 그 해 8월 23일(688년 9월 22일), 그가 그곳의 성문에 도착했을 때, 그는 성문을 지키던 병사들의 손에 죽임을 당했다. 이렇게 해서, 이충은 반란을 일으킨 지 7일 만에 패망하였다.

### 사후
그렇게 살해된 이충의 목은 신도 낙양으로 보내져 낙양 도성의 대궐 아래에 내걸렸다. 그 후, 구신적이 박주에 도착했다. 박주의 관리들은 소복(素服, 상복으로 입는 흰색의 옷) 차림을 하고 성 밖으로 마중을 나와서 복종을 표시하였다. 하지만, 구신적은 이에 아랑곳하지 않고 그들을 모조리 참살해 버렸다. 나아가, 그는 도합 1,000여 가구나 되는 현지 관헌들의 가정들까지 파멸시켜 버렸다. 구신적은  이 건으로, 좌금오위 장군에서 좌금오위 대장군으로 승진하였다.
한편, 이충의 뒤를 이어 반란을 일으킨 유일한 황족이었던 이충의 아버지 이정 역시 곧 패망하였다. 이정과 그의 막내아들 이규(李規, 이충의 막내아우), 사위 배수덕(裴守德, 이충의 매부)은 모두 자살하였다. 그들의 목은 앞서 효수된 이충의 목과 함께 낙양 도성의 대궐 아래에 내걸렸다. 또, 이정과 이충 부자는 살무사를 의미하는 훼(虺)씨로 개성(改姓)을 당하였고, 당나라 황실의 호적에서 제명되기까지에 이르렀다. 무조는 자신의 혹리(酷吏)인 주흥에게 수사를 맡겼다. 무조의 지령을 받은 주흥은 이원가, 이령기, 이선 및 상락장공주(常樂長公主, 당 고조 이연의 7녀)·수주자사 조괴(趙瓌) 부부를 낙양으로 끌고 가서 그들에게 자결하라고 협박하였다. 그들의 가족들은 대부분 몰살당하였고, 거기서 살아남은 사람들까지 당나라 황실의 호적에서 모조리 제명되었다. 그리고 그들의 성은 모두 훼씨로 개성을 당하였다.
그 후 영창 원년(690년), 무조는 예종으로부터 제위를 찬탈하였고, 당나라를 가로채고 그녀 자신만의 왕조인 주나라를 세웠다. 그러다가 신룡 원년(705년), 그녀는 제위에서 물러났고, 중종이 다시 제위에 복귀하였다. 그는 이정·이충 부자의 사후 성씨와 황족의 지위를 회복시켜 주었지만, 그들의 관작은 회복시켜 주지 못했다. 이것은 그의 외사촌이자 그가 가장 믿고 의지하던 심복 무삼사와 후궁 상관완아가 이 조치에 반대했기 때문이었다. 중종의 조카인 당 현종(당 예종의 아들) 연간 중의 개원 4년(716년)에 이르러서야, 이정과 이충 부자의 관작을 회복시켜 주고, 예를 갖추어 개장(改葬)하라는 조서가 내려졌다.

### 내용주
1. ↑  《신당서》의 종실세계표(宗室世系表) 하권(下卷)에는 이름이 이청(李淸)으로 되어 있다.[5]
2. ↑  당 고조의 15남 괵왕 이봉(李鳳)의 5남. 이름은 《자치통감》과 《구당서》의 이봉의 열전에는 이융(李融)으로 되어 있고,[2][3][9] 《신당서》의 이봉의 열전과 종실세계표(宗室世系表) 하권(下卷)에는 이무융(李茂融)으로 되어 있다.[5][10]
3. ↑  《자치통감고이(資治通鑑考異)》에 인용된 《구당서》의 구신적(丘神勣)의 열전에 의하면, 이충을 살해한 사람들은 훈관(勳官) 오희지(吳希智)와 백정 맹청봉(孟靑棒)이었다고 한다.[3][14][15]

### 참조주
1. 1 2 3 4 5  중앙연구원 음양력 변환기
2. 1 2 3 4 5 6 7 8 9 10 11 12 13 14 15  《자치통감》, 권204.
3. 1 2 3 4 5 6 7 8 9 10 11 12 13 14 15 16 17  호삼성 음주(音注) 《자치통감》, 권204.
4. ↑  《신당서》, 권70(상).
5. 1 2 3 4 5 6 7  《신당서》, 권70(하).
6. 1 2 3 4 5 6 7 8 9 10  《구당서》, 권76.
7. ↑  《자치통감》, 권203.
8. ↑  호삼성 음주(音注) 《자치통감》, 권203.
9. ↑  《구당서》, 권64.
10. ↑  《신당서》, 권79.
11. ↑  《구당서》, 권6.
12. ↑  《신당서》, 권4.
13. 1 2  《신당서》, 권80.
14. 1 2  《구당서》, 권186(상).
15. ↑  사마광, 《자치통감고이(資治通鑑攷異》, 권11. 광아서국(廣雅書局), 1893년, p.5.
16. ↑  《자치통감》, 권208.
17. ↑  호삼성 음주(音注) 《자치통감》, 권208.

## 참고 문헌
- 《구당서》, 권76.
- 《신당서》, 권80.
- 《자치통감》, 권204.
- 호삼성 음주(音注) 《자치통감》, 권204.